# Bosc Nacional de Tonto

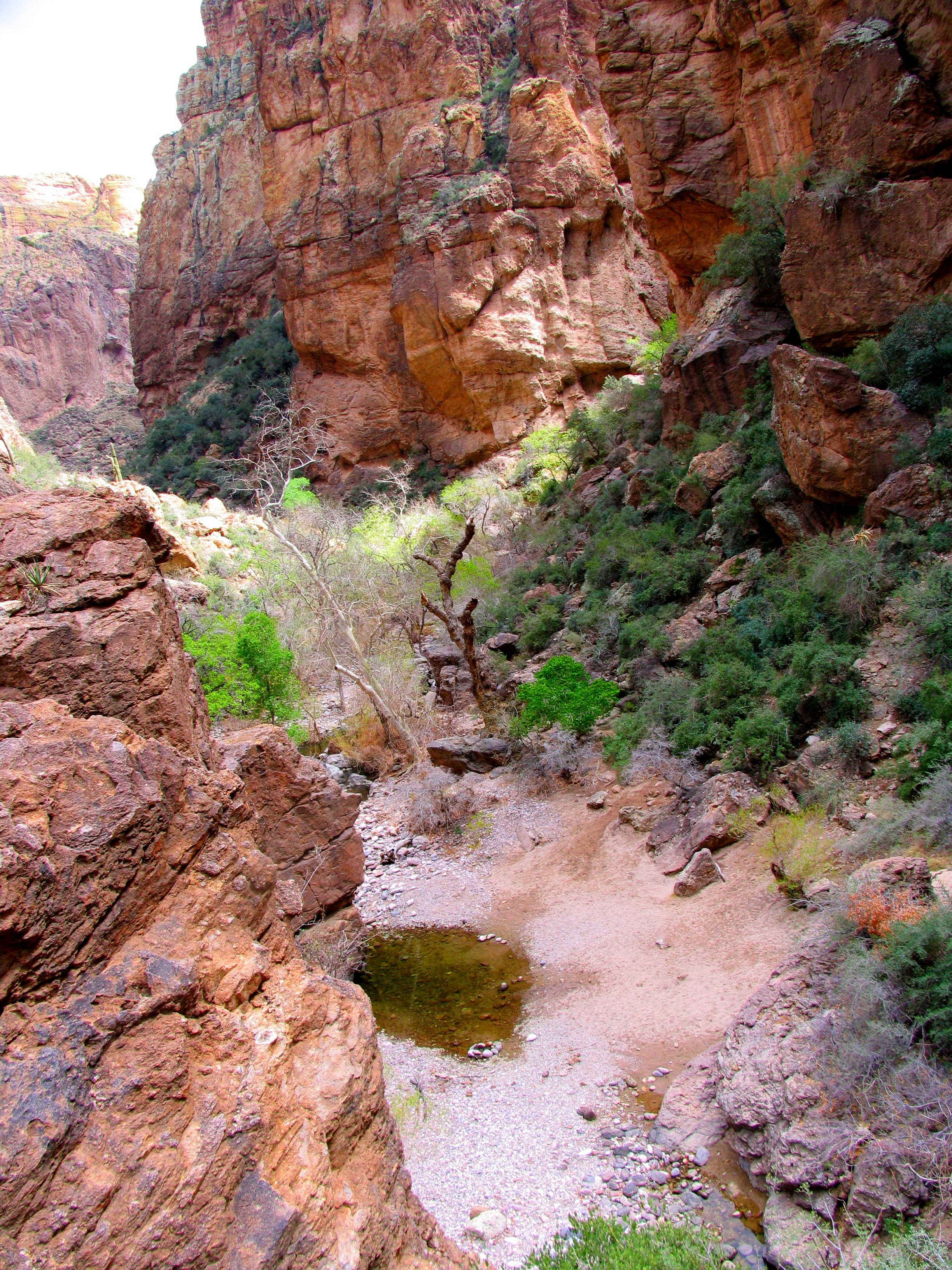
Una piscina natural, romanent de les últimes pluges, al Bosc Nacional de Tonto

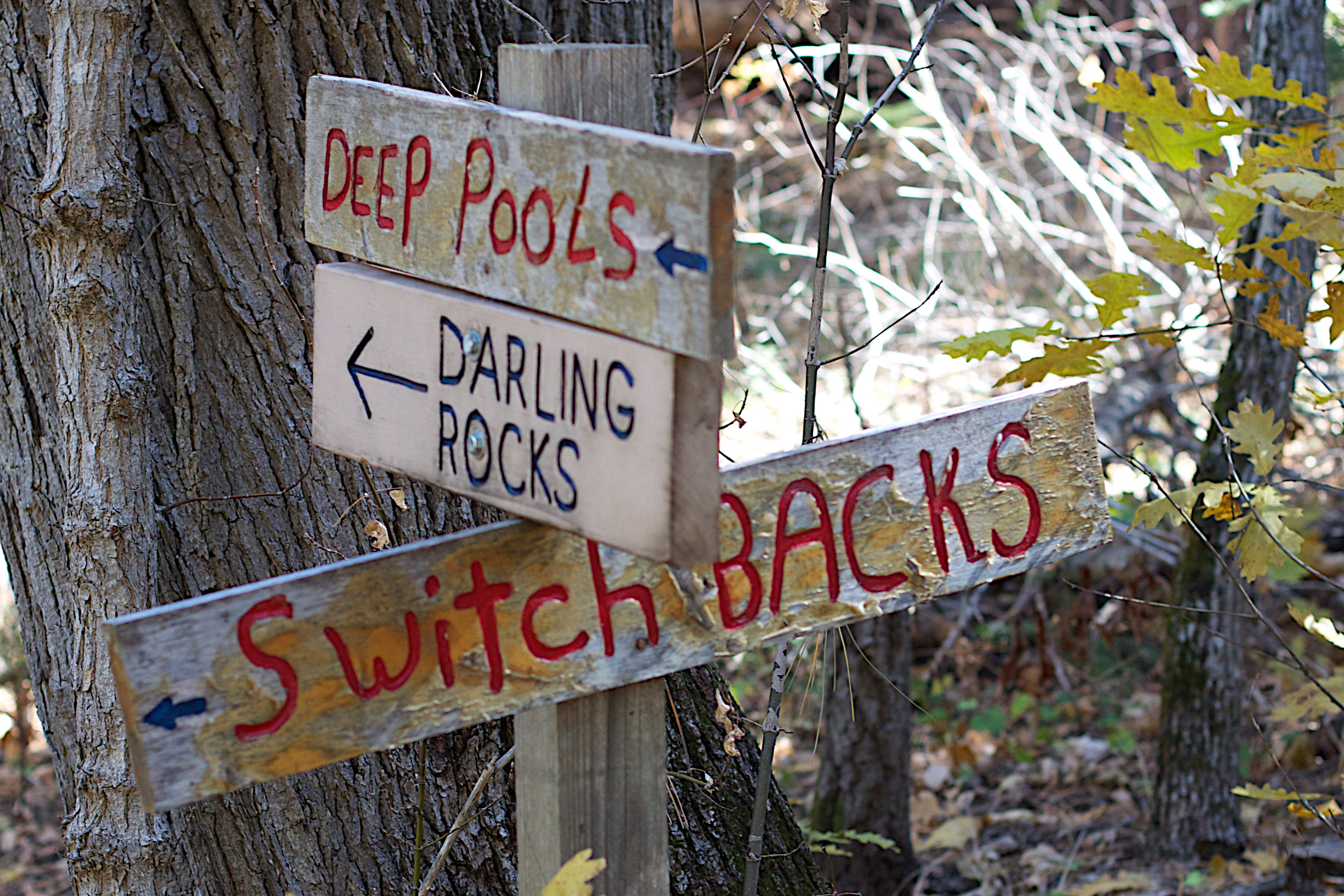
Senyal no oficial al Canyó de Pine

El Bosc Nacional de Tonto és el més gran dels sis boscos nacionals d'Arizona i el cinquè bosc nacional més gran dels Estats Units. Té una extensió de 2,873,200 acres (1,162,700 ha; 11,627 km²). El Bosc Nacional de Tonto té paisatges diversos, amb elevacions que varien dels 427 m (1,400 peus) en el Desert de Sonora fins als 2,256 m (7,400 peus) en els boscos de pi ponderosa del Marge Mogollón (que es pronuncia MOH-gee-damunt, o MUH-gee-propi). El Bosc Nacional de Tonto és també el bosc "urbà" més visitat dels Estats Units. Les fronteres del Bosc Nacional de Tonto són l'àrea metropolitana de Phoenix al sud, el Marge Mogollón al nord i el San Carlos i la reserva índia Fort Apache a l'est. El Bosc Nacional de Tonto (en castellà "ximple") és dirigit pel Servei de Boscos de l'USDA amb seu a Phoenix. Hi ha oficines locals de rangers a Globus, Mesa, Payson, Roosevelt, Scottsdale, i Jove.

## Fauna
Moltes espècies de flora i fauna habiten el bosc com ara l'os rentador, el pigarg americà, l'ós negre americà, els coiots, la mofeta ratllada, el linx roig, els correcamins, el falcó de la praderia, el cérvol de Virgínia, el mussol banyut, el cérvol mul, l'aligot cua-roig, el bernat americà, els pumes, l'òliba comuna, el bassarisc de cua anellada, el xoriguer americà, l'antilop americà, el pècaris, i l'ant.

## Llacs, rius i corrents
El Bosc Nacional de Tonto té sis reservoris d'aigua freda notables:
- Bartlett Reservoir
- Ferradura Reservoir

Els següents quatre són creats per la cadena de preses del Salr River:
- Llac Saguaro
- Llac Canyon
- Llac Apache
- Llac Theodore Roosevelt

## Àrees silvestres
Hi ha vuit àrees silvestres desginades pel govern federal que es troben a l'interior (o parcialment a l'interior) del Bosc Nacional de Tonto:
- Four Peaks Wilderness
- Hellsgate Wilderness
- Mazatzal Wilderness (part també del Coconino NF)
- Pine Mountain Wilderness (part també del Prescott NF)
- Salome Wilderness
- Salt River Canyon Wilderness
- Sierra Ancha
- Superstition Wilderness

Una part del riu Verde Wild and Scenic River també es troba dins del bosc.